# Ciénaga
Ciénaga és una pel·lícula coproducció hispano-xilena de 1993 dirigida per José Ángel Bohollo i interpretada per Ángel de Andrés López, Santiago Ramos i Marcela Osorio. Fou exhibida al Festival d'Arcaishon de 1993. Es tracta d'un thriller amb influències de Luis Buñuel i amb elogis de la crítica per la direcció de la càmera i dels actors.

## Argument
Ramiro, un escriptor de novel·les mediocre, és convidat pel seu amic de la infància Jorge 'Ranchito' Fernández per a passar a la seva casa una temporada a la seva hisenda, anomenada Ciénaga, situada al peu de la Serralada dels Andes, per tal que escrigui les seves memòries com a cantant d'èxit. Però al poc d'arribar-hi li confessa que el que necessita d'ell és que l'ajudi a "desfer-se" de la seva esposa Daniela, a la que considera culpable del seu fracàs com a cantant.

## Repartiment
- Ángel de Andrés López - Ranchito
- Santiago Ramos - Ramiro
- Marcela Osorio - Daniela

## Nominacions
José Ángel Bohollo fou candidat al Goya al millor director novell per aquesta pel·lícula.